# Chopin (wodka)
Chopin is een viermaal gedestilleerde wodka van Polmos Siedlce.

## Productbeschrijving
Het wordt gemaakt van zorgvuldig kleinschalig geteelde en geselecteerde aardappels. Voor één fles Chopin wordt zeven pond aardappels gebruikt. De fabrikant beweert dan ook dat het de enige luxe aardappelwodka ter wereld is, normaal beschouwd als een inferieur product.

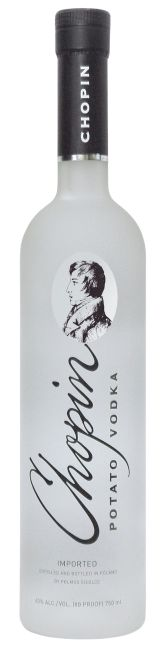

Tevens beweert de fabrikant, dat een partij vernietigd zal worden als deze ook maar de lichtste onregelmatigheid in smaak vertoont. Dit verklaart ook de Amerikaanse prijs van 34 dollar. Desondanks werden er daar in 2004 bijna een miljoen flessen Chopin verkocht.
Op de fles staat op de achterkant een portret van de van oorsprong Poolse componist Frédéric Chopin dat vergroot wordt wanneer men het vanaf de voorkant bekijkt.
Chopin behoort tot de beste en duurste witte wodkasoorten. Het won in 2006 de "dubbelgoude medaille" op de World Spirits Competition in San Francisco en ook de Monde Selection in Brussel.